# 北村哲男
北村 哲男（きたむら てつお、1938年5月19日 - ）は、日本の弁護士、政治家。元国会議員（参議院1期、衆議院1期）。

## 来歴
山口県で出生。東京都立広尾高等学校を経て、1963年、中央大学法学部を卒業。同年、24歳で司法試験に合格し、1966年司法修習18期経て弁護士登録。
1989年第15回参議院議員通常選挙で日本社会党新人比例候補として初当選、6年後1995年第17回参議院議員通常選挙は離党・不出馬。
中大法学部の先輩 山花貞夫が会計責任者の市民リーグから旧民主党結党に参加し、第41回衆議院議員総選挙に出馬、本来希望していた母校の広尾高校がある東京7区ではなく、比例南関東ブロックで出馬し当選。1998年、民主党結成に参加した。
民主党千葉県連初代代表在職中に迎えた2000年、第42回衆議院議員総選挙千葉1区から出馬したが法務大臣臼井日出男に敗北し比例復活出来ず落選した。
2003年、田嶋要が後継候補に決まり政界引退。

## 政策
- 選択的夫婦別姓制度導入に賛同。